# Protiv Teroristička Jedinica
La Protiv Teroristička Jedinica (PTJ, in serbo cirillico Против Терористичка Јединица, in italiano  Unità anti-terrorismo) è un'unità speciale antiterroristica della Polizia serba. La PTJ si occupa di eseguire operazioni di anti-terrorismo, così come di assicurare e mantenere la sicurezza interna della Serbia.
Le sue responsabilità includono la liberazione di ostaggi, le operazioni antiterroristiche, gli arresti di alto profilo e il disinnescamento di bombe. Fondata il 7 maggio 2003, è impiegata spesso in operazioni ritenute troppo pericolose per le altre unità di polizia ed è altamente qualificata ed equipaggiata. Risponde agli ordini del direttore della polizia, con l'approvazione del ministro dell'interno.

## Organizzazione
La PTJ è organizzata in quattro squadre, due sono specializzate nelle operazioni in aree urbane e due per l'azione in condizioni rurali. All'interno di ogni squadra sono presenti gruppi d'assalto con compiti specifici, come gli addestratori dei cani di servizio, i tiratori scelti, i sommozzatori, gli esperti di ordigni esplosivi e i paracadutisti.

## Equipaggiamento
- Glock 17, Beretta Px4
- Zastava M70
- M4A1 Commando 5,56 mm(fucile d'assalto)carbina SIG SG-516 5,56 mm
- Heckler & Koch MP5

## Stemma
Lo stemma della PTJ è un grifone, creatura mitica che è parte integrante della tradizione serba, che ha il corpo di un leone, la testa di un'aquila, le ali di un drago e una spada. I membri della PTJ portano questo stemma sui cappelli e sulle maniche delle divise.

## Galleria d'immagini

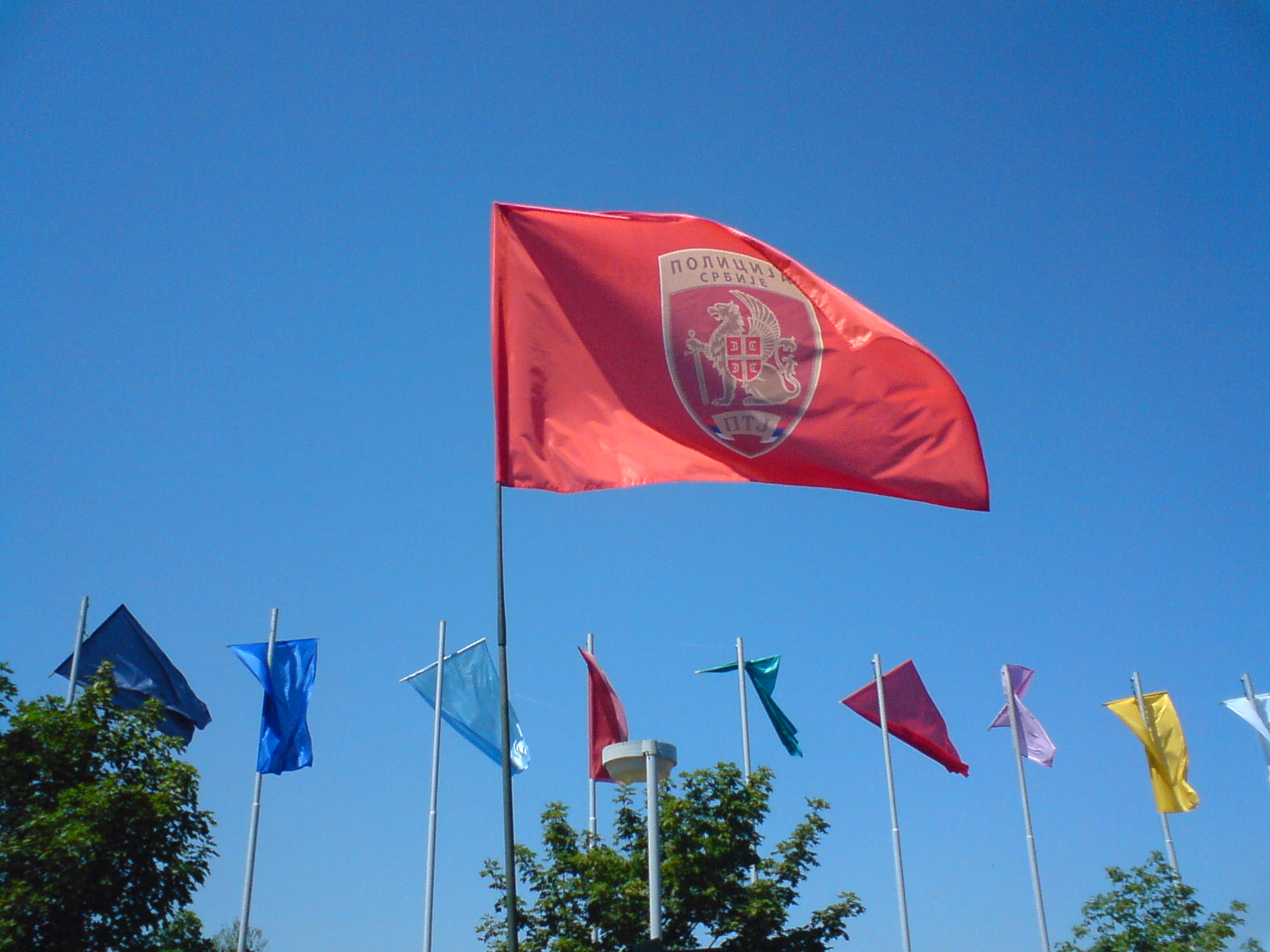
Bandiera della PTJ
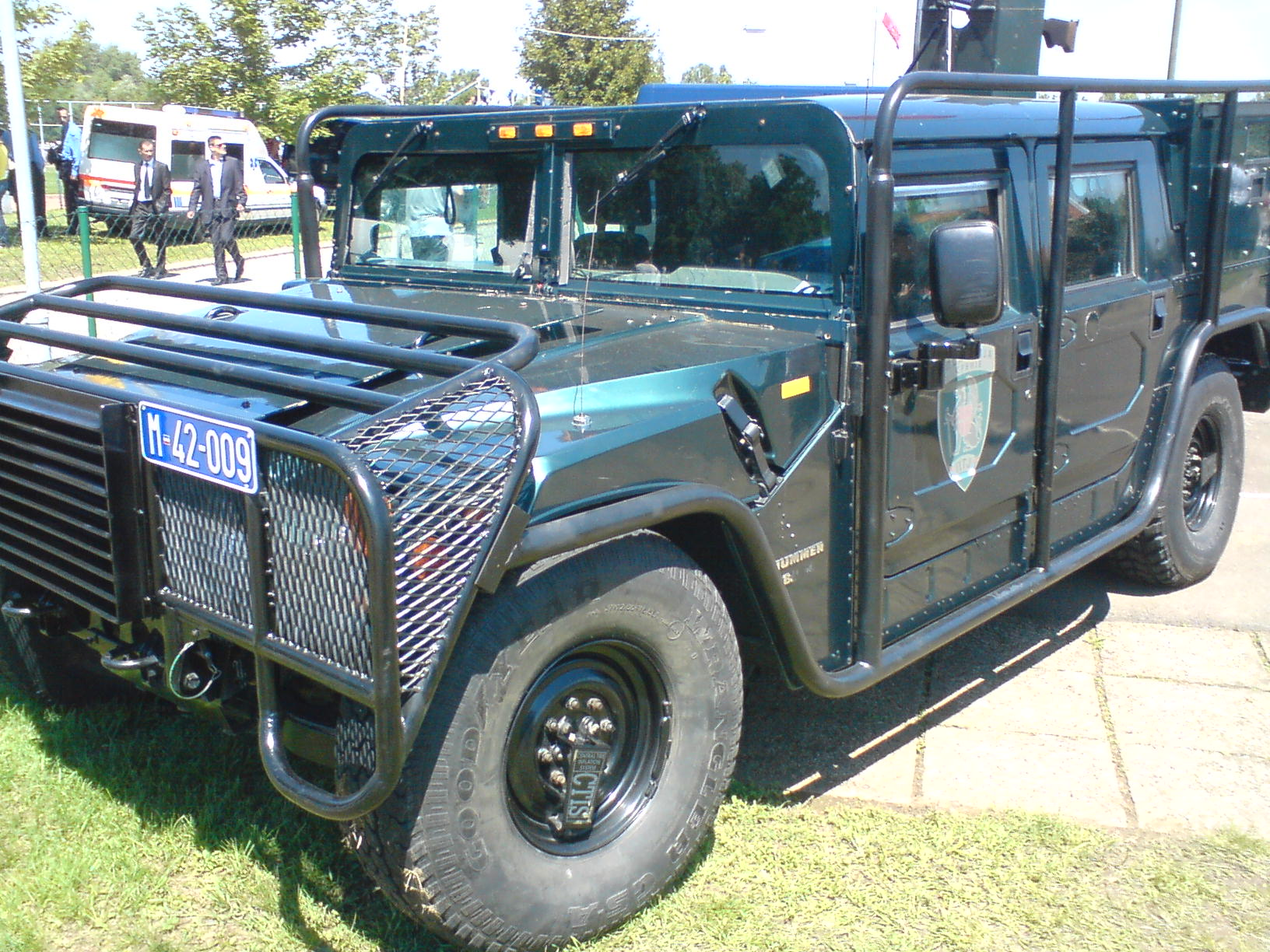
Humvee
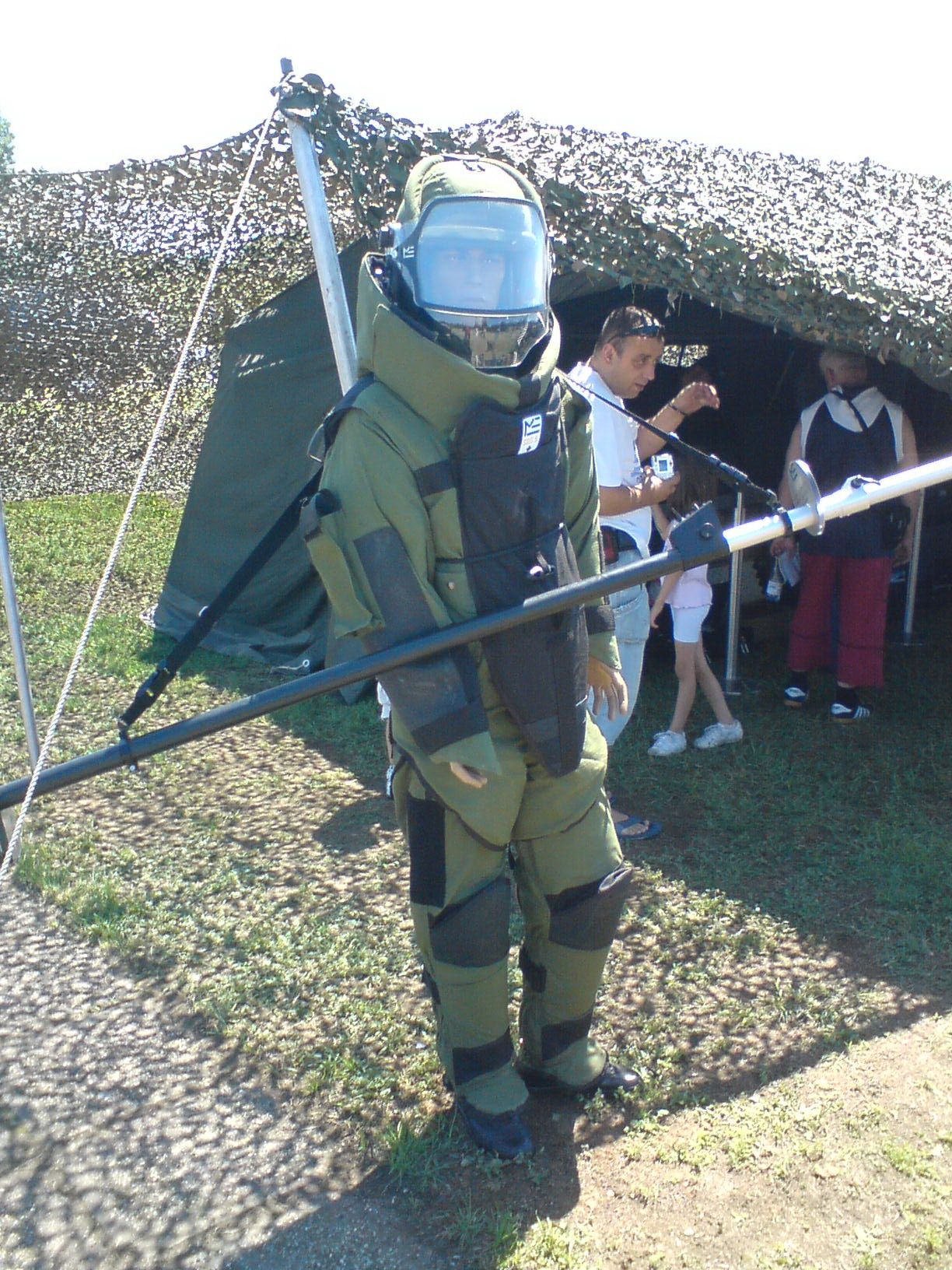
Attrezzatura per la protezione anti-esplosivo
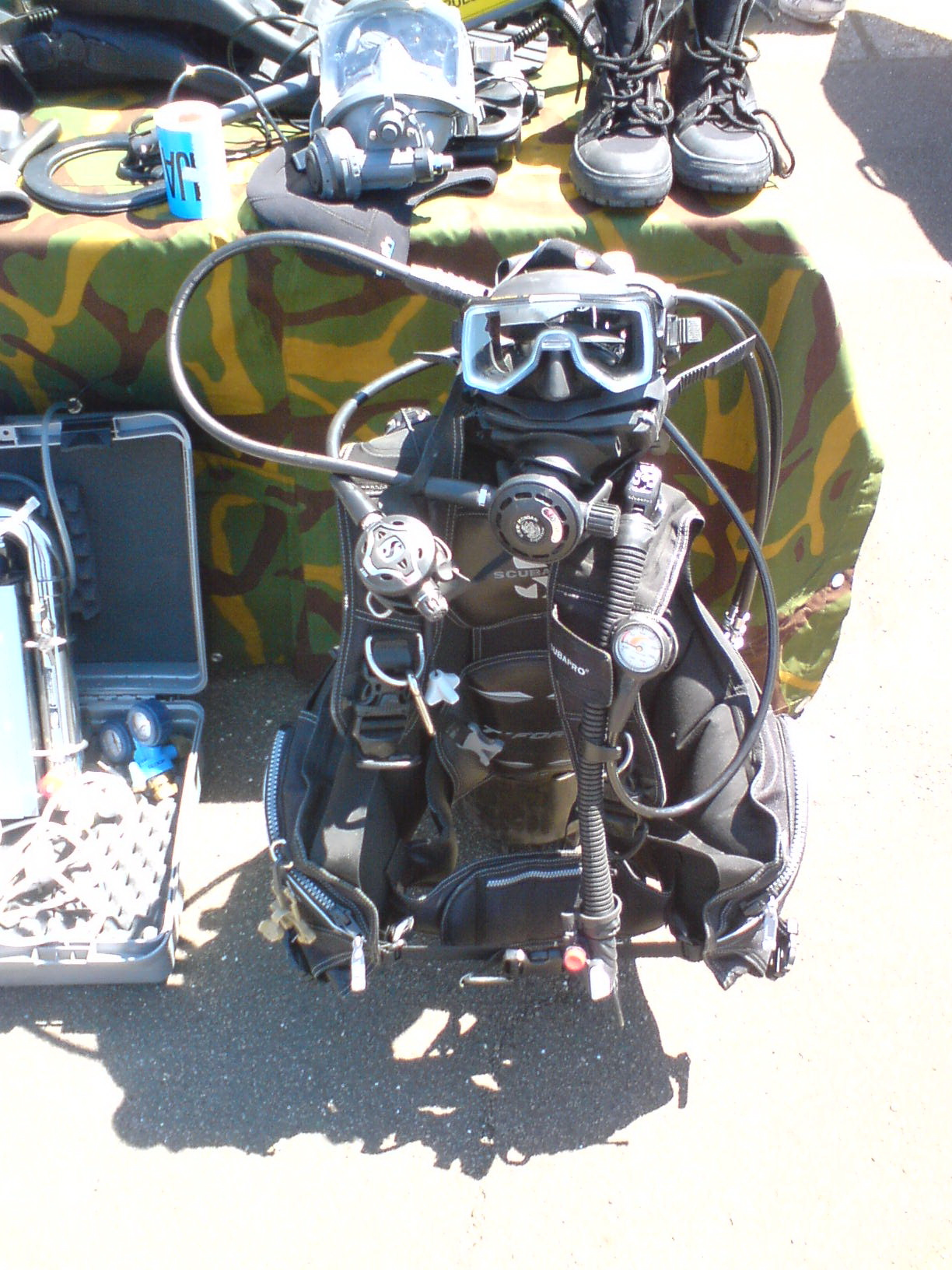
Attrezzatura per i sommozzatori (1)
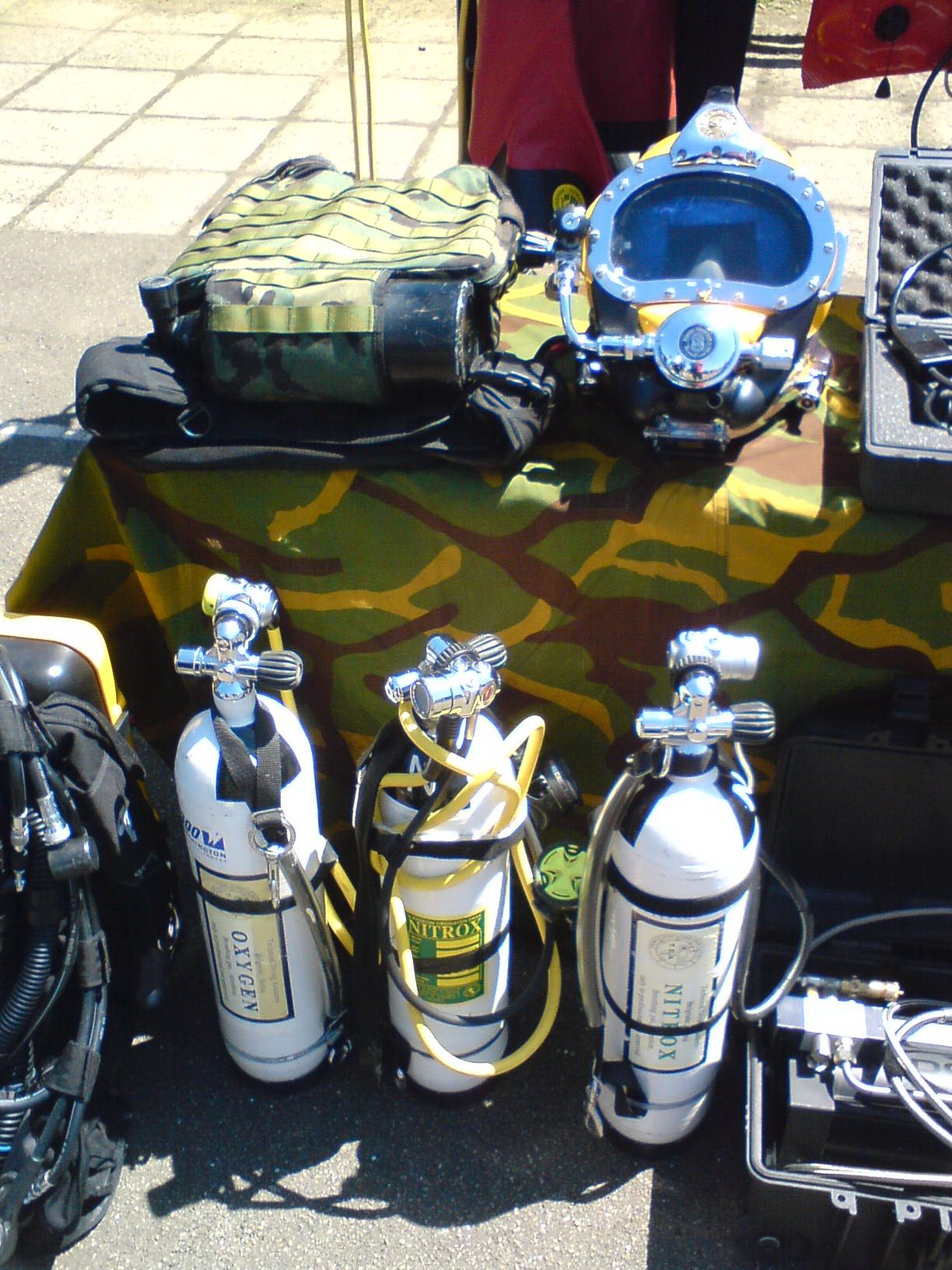
Attrezzatura per i sommozzatori (2)
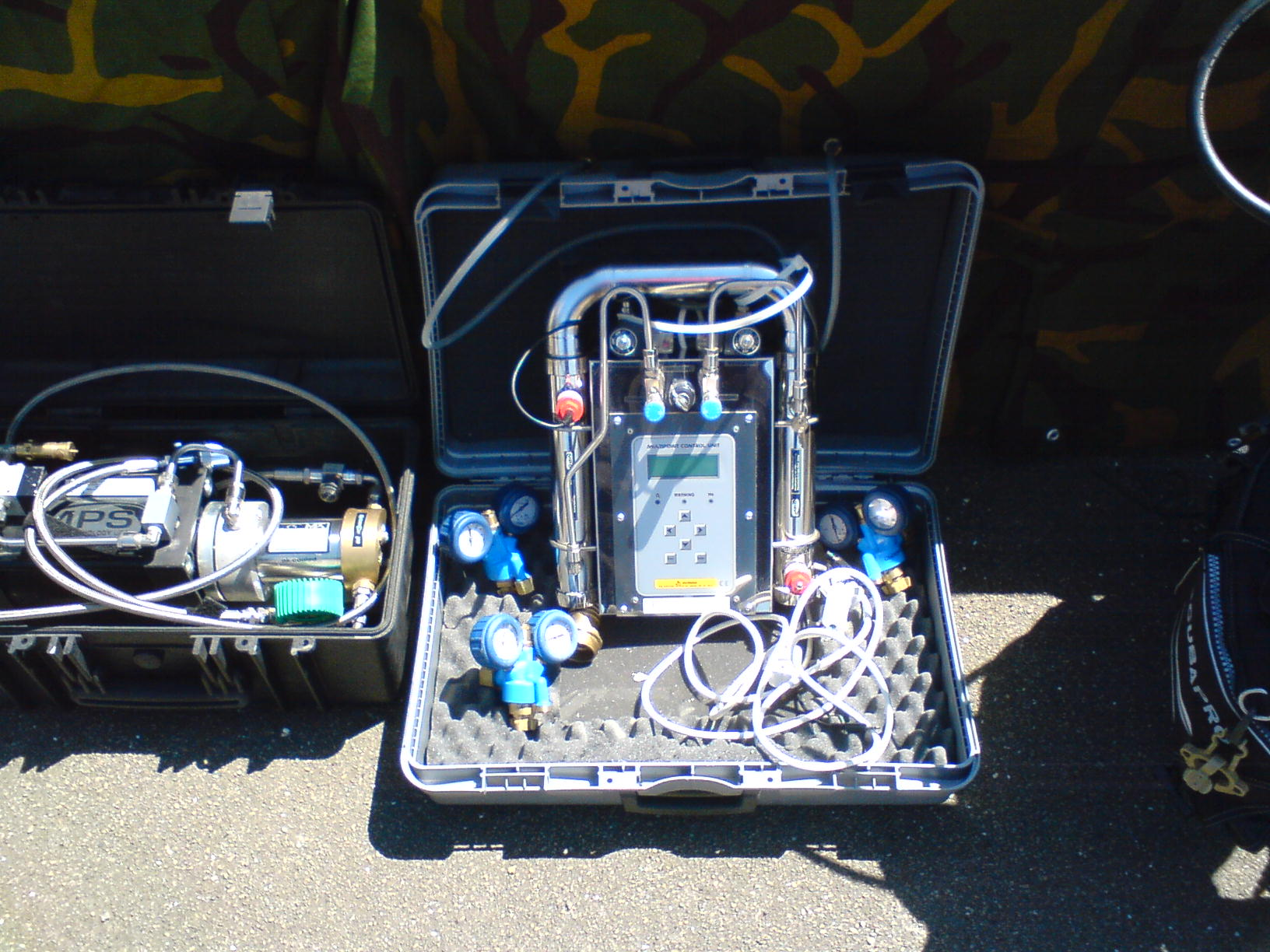
Attrezzatura per i sommozzatori (3)
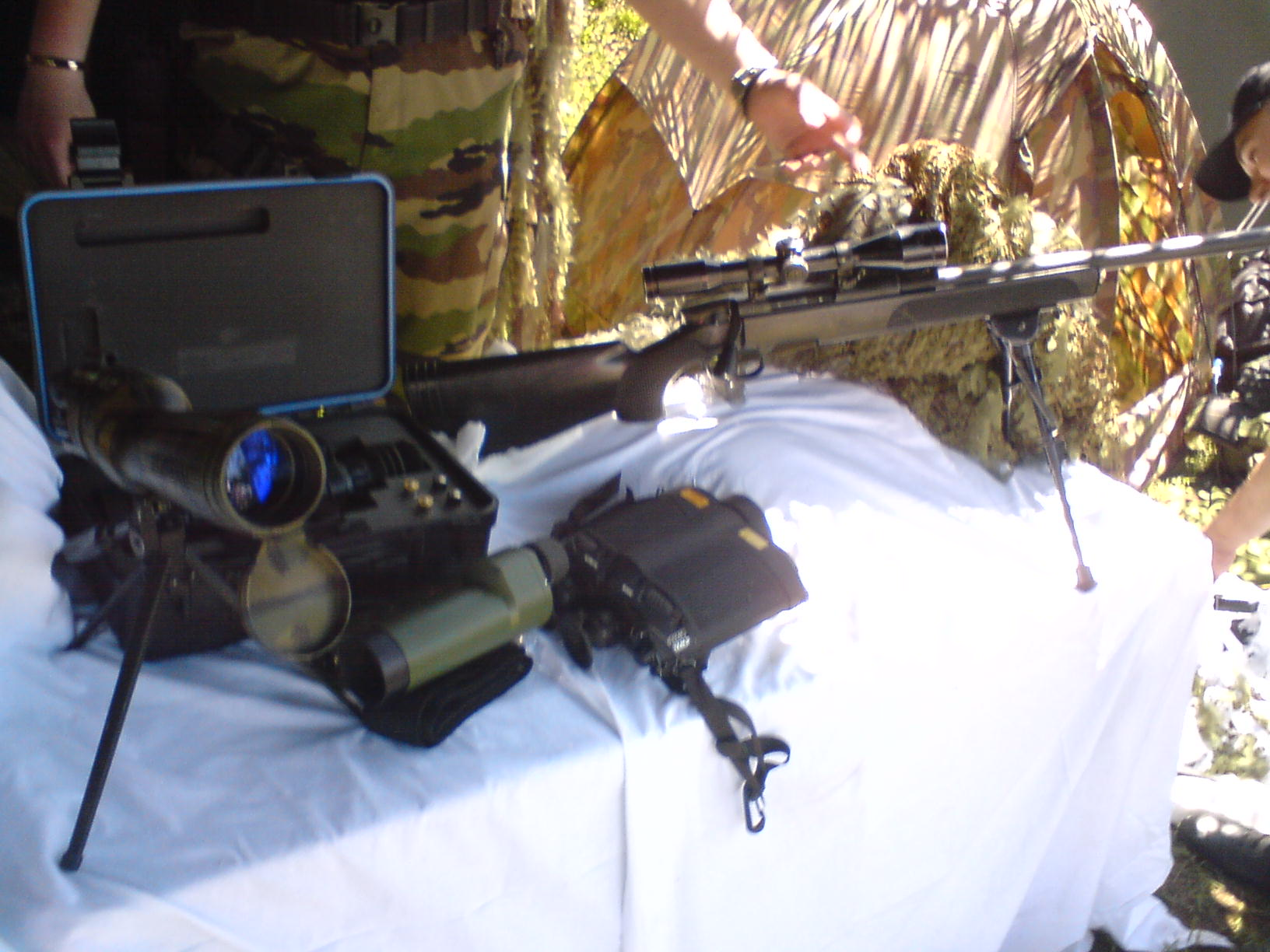
Equipaggiamento per la squadra dei tiratori scelti
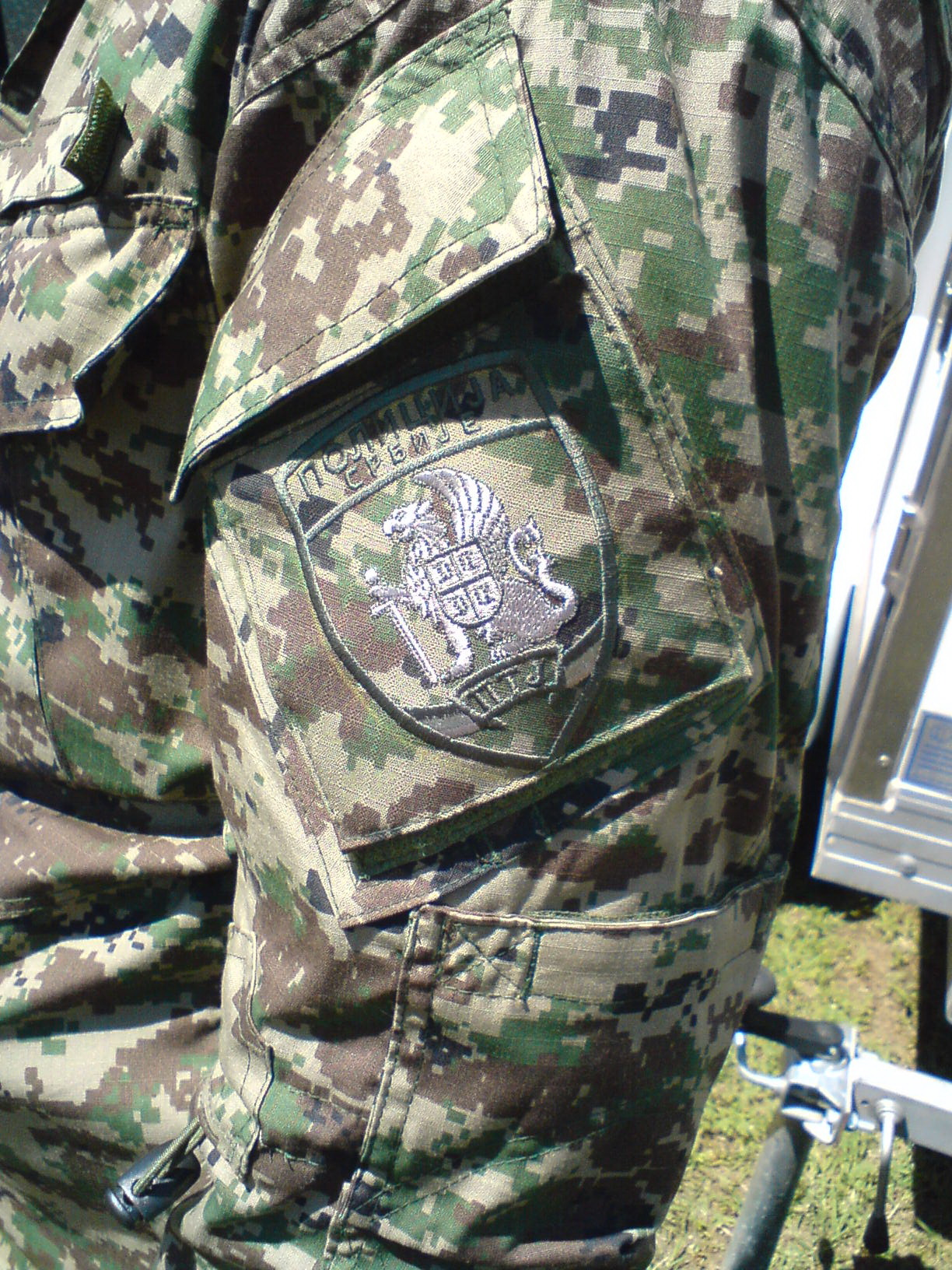
Camuffamento digitale DMDU-03
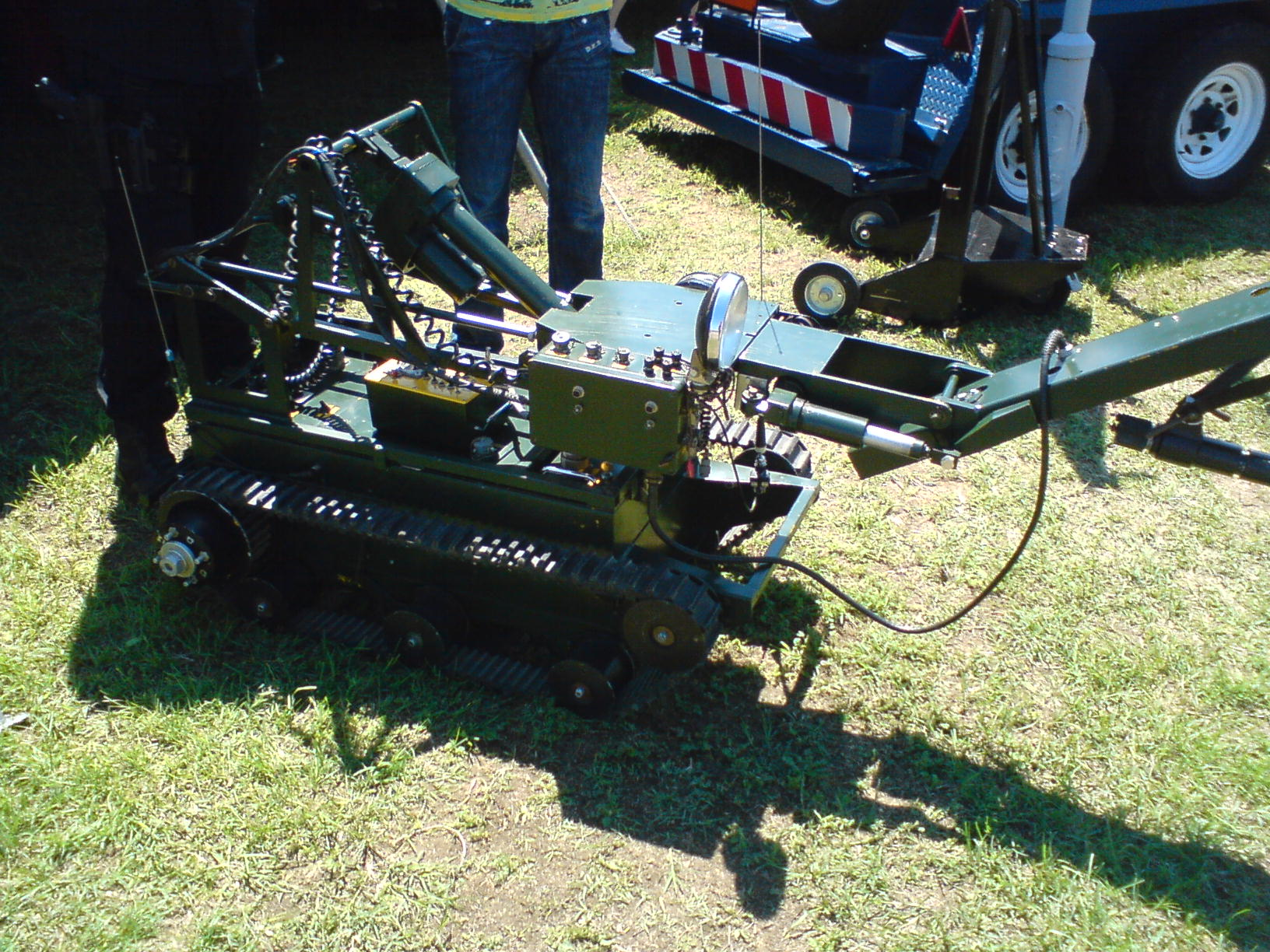
Robot per la disattivazione di esplosivi
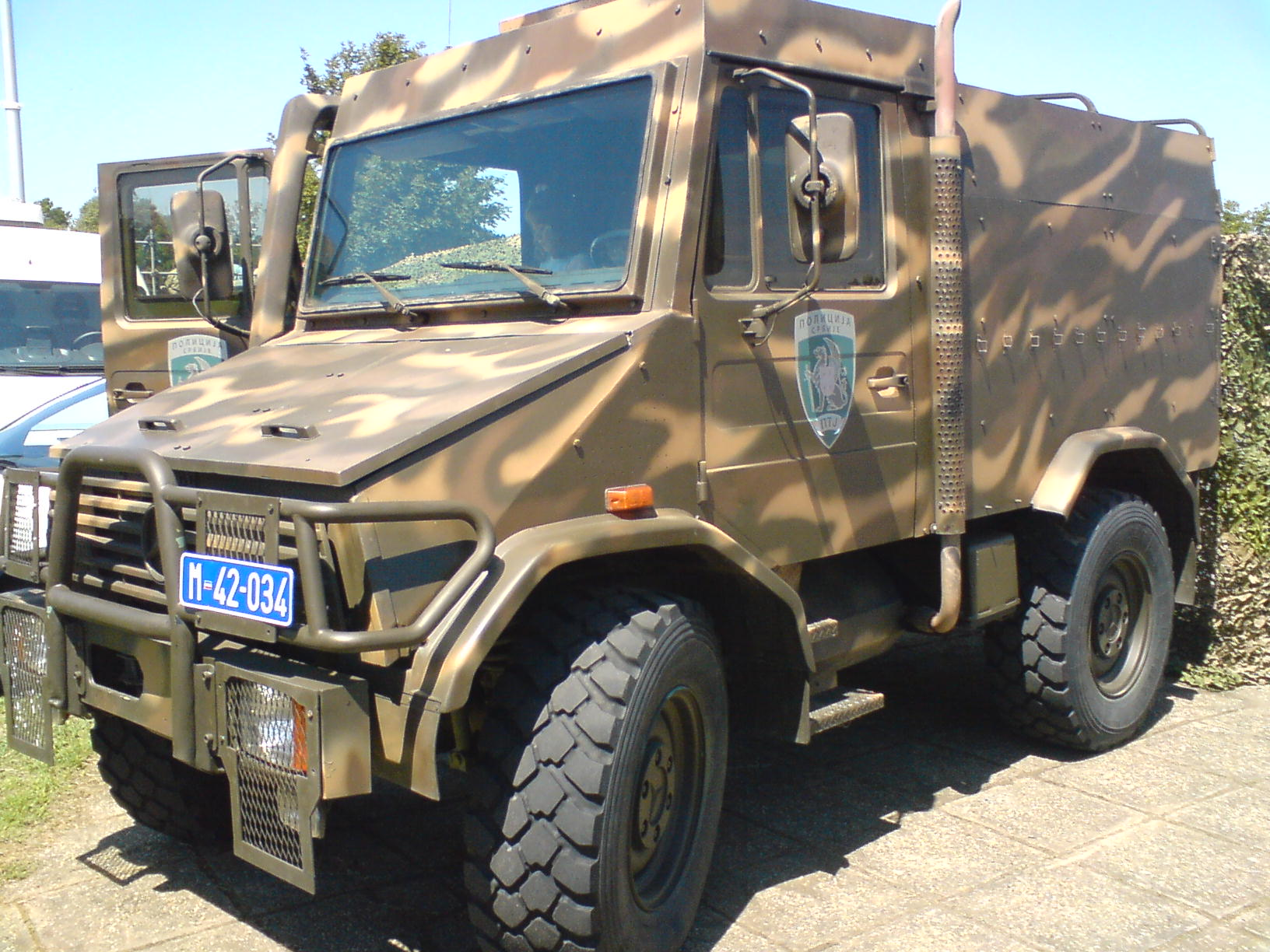
Camion Mercedes
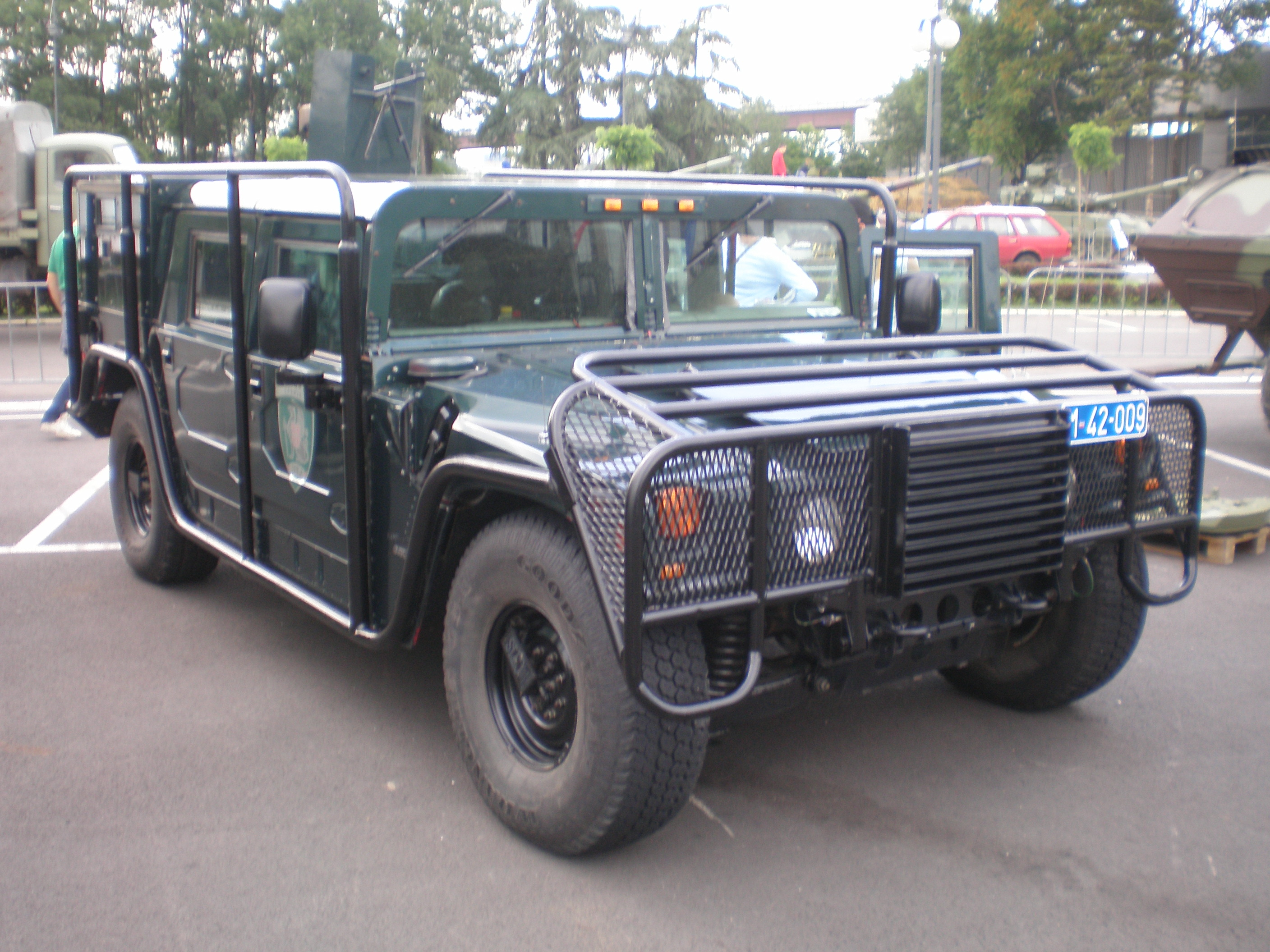
Hummer (1)
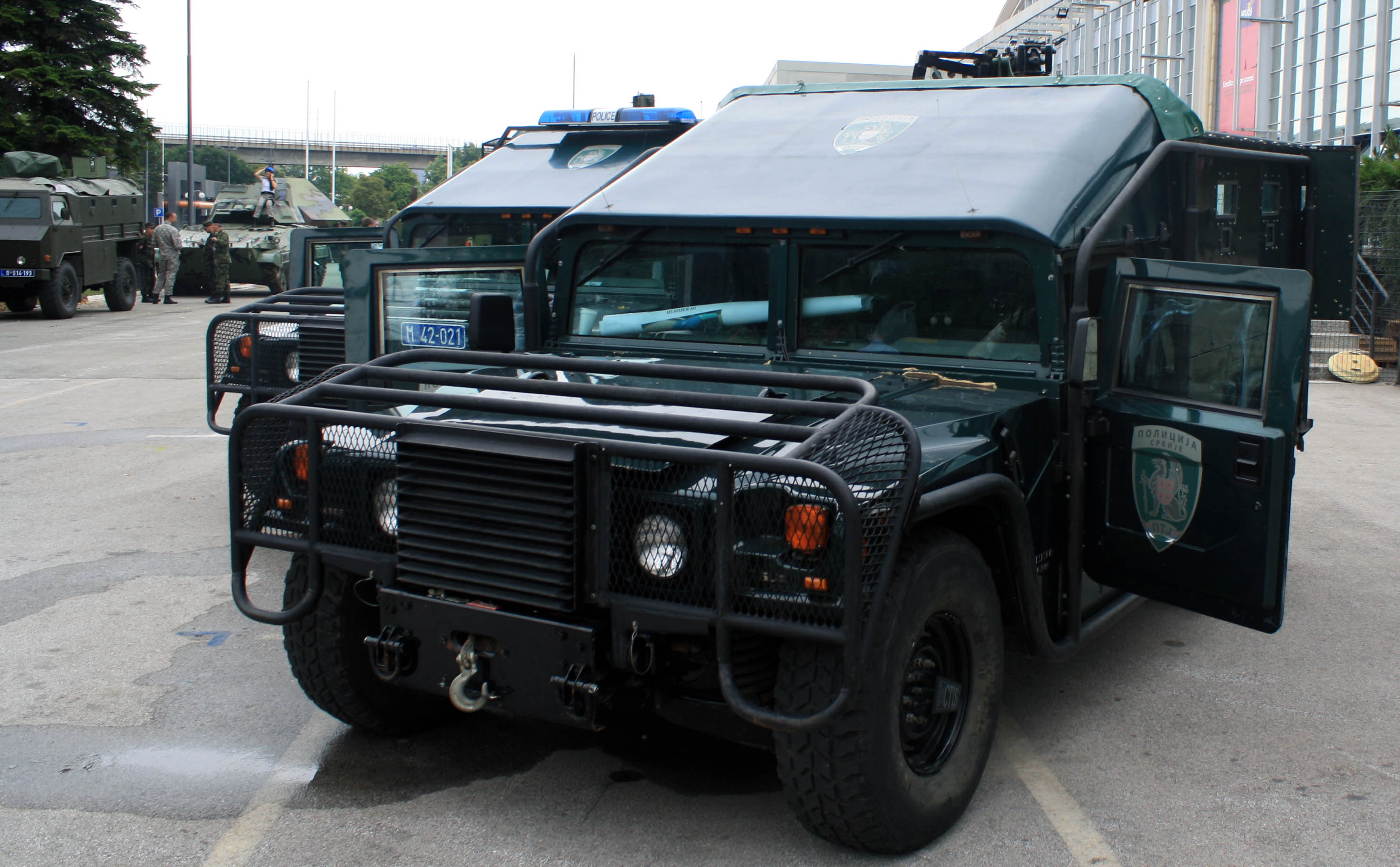
Hummer (2)